# Campoletis madeirae
Campoletis madeirae är en stekelart som beskrevs av Horstmann och Graham 1989. Campoletis madeirae ingår i släktet Campoletis och familjen brokparasitsteklar. Inga underarter finns listade.